# Mark Sloan
Mark Everett Sloan, surnommé Dr Glamour (Mc Steamy en version originale - Mc Torride dans la traduction des sous-titres), est un chirurgien de fiction de la série télévisiée Grey's Anatomy. Il apparaît pour la première fois dans la saison 2 comme invité, puis devient récurrent lors de la saison 3. Il est interprété par l'acteur Eric Dane.
Le Dr. Sloan est le chef du service de chirurgie plastique, son personnage joue de son physique et de sa spécialité pour se construire une image superficielle, mais il est en fait très investi dans son domaine, avec des opérations de reconstruction ou le traitement des grands brûlés. Il prend sous son aile le Dr. Jackson Avery dans la saison 7 et devient son mentor. Il entame une relation amoureuse avec Lexie Grey lors de la saison 5, malgré plusieurs séparations, ils restent amoureux jusqu'à leur décès dans le crash d'avion à la fin de la saison 8. 
Il est le père de Sofia, qu'il a conçu avec le Dr. Callie Torres (sa meilleure amie) et élève à trois avec sa femme, le Dr. Arizona Robbins.

## Histoire du personnage
Le personnage de Mark Sloan apparaît dans 139 épisodes de l'univers de Grey's Anatomy : 137 fois dans la série mère et 2 fois dans Private Practice.
Une de ses apparitions dans la série mère est une ancienne scène (inédite) modifiée et intégrée dans une scène d'un épisode de la saison 15, l'acteur n'étant même pas crédité.
Mark est né dans une riche famille de l'Upper East Side de New York qui était très distante. Très jeune, il devient ami avec Derek Shepherd et, en quelque sorte, le deuxième fils des Shepherd. Lors de sa première apparition dans l'épisode Les amants délaissés, Mark est présenté comme un chirurgien plastique reconnu. Il vient à Seattle dans l'espoir de récupérer Addison Forbes-Montgomery-Shepherd avec qui il a eu une liaison. C'est cette liaison qui avait poussé Derek à quitter New York pour s'installer à Seattle. Toutefois, Addison refuse de retourner à New York avec Mark.

### Saison 3
Mark revient en tant que chef de chirurgie plastique à l'hôpital et essaie de reprendre sa liaison avec Addison qui a divorcé de Derek. Mais il renonce à reprendre cette relation lorsqu'il comprend qu'Addison n'a pas réellement envie d'être avec lui. Parallèlement, Mark postule pour devenir le prochain chef de chirurgie, obligeant ainsi Derek, Preston Burke et Addison à se surpasser. 

### Saison 4
Mark se rapproche de Callie Torres qui devient sa meilleure amie. Il fait figure de Don Juan et a du succès auprès des infirmières. Or, dans l'épisode 14 de la saison, celles-ci se liguent contre lui et refusent de participer à ses opérations, l'empêchant ainsi de pratiquer la chirurgie. Malgré tout, Mark à le sens de la loyauté : durant la saison il tente de renouer avec Derek qu'il continue de voir comme son meilleur ami.

### Saison 5
Meredith soupçonne Mark de s'intéresser à sa sœur, Lexie Grey, après avoir entendu Mark appeler Lexie « Mini-Grey ». Inquiète, elle demande à Derek d'intervenir auprès de Mark, ce qui a pour effet de pousser celui-ci à s'intéresser à Lexie. Mark et Lexie commencent une relation secrète mais sérieuse. Mark finit par dévoiler sa liaison avec Lexie à Derek.

### Saison 6
Mark découvre qu'il a une fille de dix-huit ans, Sloane Riley. Sloane a recherché son père car elle a été rejetée par sa mère après être tombée enceinte. L'arrivée de Sloane dans la vie de Mark fait naître chez lui un désir de paternité, c'est pourquoi il propose à sa fille de s'installer chez lui. Par la suite, Lexie rompt avec lui en lui disant « Je ne te demande pas de faire un choix entre ta fille et moi. Le choix, c'est moi qui le fait ». Toutefois, Sloane décide de faire adopter son bébé, ce qui s'avère difficile pour Mark. Ensuite il a une courte liaison avec le Dr Teddy Altman pour essayer d'oublier Lexie. Mais cela ne marche pas car il est toujours amoureux d'elle et essaie de la reconquérir tandis que « Mini-Grey » partage une relation avec le docteur Alex Karev qui lui fait croire être très amoureux d'elle.

### Saison 7
Mark n'a toujours pas renoncé à Lexie dont il est encore amoureux. Mais, après que la petite amie de Callie, Arizona Robbins, a rompu avec elle, Mark et Callie couchent ensemble à l'issue d'une soirée arrosée. Peu après, Mark se remet avec Lexie. La réconciliation du couple est de courte durée car Callie est enceinte de Mark et Lexie n'accepte pas de devenir belle-mère. À la suite d'un grave accident de voiture, Callie se retrouve entre la vie et la mort. Cependant, Callie, ainsi que sa fille, survivent. La fille de Mark, Callie et Arizona s'appelle Sofia.

### Saison 8
Il a une relation avec un médecin d'un autre hôpital : Julia Canner. Lexie, qui est toujours amoureuse de lui, essaye de le reconquérir discrètement tout au long de la saison. À la fin de la saison 8, Julia lui demande de fonder une famille et Lexie lui avoue qu'elle l'aime toujours. Cependant, dans le dernier épisode de la saison 8, Mark assiste impuissant à la mort de Lexie après le crash de l'avion dans lequel ils se trouvaient avec d'autres médecins du Seattle Grace Mercy West Hospital. Durant cet épisode, il dit à Lexie qu'il l'aime, qu'il l'aime toujours et qu'elle est la femme de sa vie. Malgré tout, Lexie meurt. À la suite de cela, Mark déclare ne plus vouloir vivre car Lexie était la femme de sa vie, sans elle il n'est plus rien. Cependant, Arizona le raisonne en lui disant que Callie et Sofia ont besoin de lui et qu'il ne faut pas qu'il baisse les bras.

### Saison 9
Dans le premier épisode de la saison 9, il meurt des suites de ses blessures après que Derek et Callie ont longtemps veillé sur lui tant qu'il était dans le coma. Richard Weber reste avec Mark avant de tomber dans le coma, pour qu'il ne parte pas seul sachant qu'il ne survivra pas.

### Saison 15
Dans la saison 15, le fantôme de Mark apparaît aux côtés des fantômes de Lexie, Derek, George et Ellis alors qu'ils voient Meredith quitter l'hôpital après avoir soigné un patient dont la famille célèbre le jour des morts. La fête des morts (15x06)

### Saison 17
Dans la saison 17, le personnage de Mark Sloan effectue son grand retour aux côtés de Lexie Grey à travers le rêve de Meredith alors qu'elle est inconsciente et atteinte du Covid-19. Son retour intervient 9 ans après leur mort.